# Kneahînîci, Mostîska
Kneahînîci (în ucraineană Княгиничі) este un sat în comuna Zaveazanți din raionul Mostîska, regiunea Liov, Ucraina.

## Demografie
Componența lingvistică a localității Kneahînîci
     Ucraineană (100%)
Conform recensământului din 2001, toată populația localității Kneahînîci era vorbitoare de ucraineană (100%).